# Albatros D.I
Albatros D.I byl německý jednomístný dvouplošný stíhací letoun používaný během první světové války, vyráběný firmou Albatros Flugzeugwerke.

## Historie
Cílem vývoje tohoto letounu bylo vyrobit lepší stroj než konkurenční francouzský Nieuport 11 či britský Airco D.H.2. Idflieg zadal vývoj nové výkonné dvouplošné stíhačky u firmy Albatros. Trup byl poloskořepinové konstrukce což byl na tehdejší dobu novátorský konstrukční prvek. Letoun poháněl vodou chlazený stojatý šestiválec Benz Bz.III o výkonu 150 k (110 kW) s dvoulistou dřevěnou vrtulí. Výzbroj tvořil jeden synchronizovaný kulomet LMG 08/15 ráže 7,92 mm. Do části pozdějších sériových D.I byl instalován výkonnější šestiválcový vodou chlazený Mercedes D.III o výkonu 160 k (118 kW), což vedlo k posílení výzbroje na dva kulomety vedle sebe.
Inspektorát německého letectva v čevrnu 1916 nejprve objednal 12 prototypů k testům v zázemí i ověření bojových hodnot přímo na frontě. Dokončené stroje prošly zkouškami na letišti Adlershof, kde s nimi létali piloti Idfliegu i vybraní frontoví piloti. Následně byla u Albatrosu urychleně objednána menší série D.I.

## Nasazení
Albatrosy D.I byly nejprve v malých počtech zařazovány k bombardovacím eskadrám jako ochranné doprovodné, například u Flieger-Abteilungu (A) 258. Z těchto jednotek pak byly později ustaveny čistě stíhací letky Jasta. První z nich, Jasta 2, velel Oswald Boelcke, který se svými piloty na D.I vykonal první operační misi 17. září 1916. Již 28. října však zahynul po srážce ve vzduchu s Albatrosem Erwina Böhmeho.
V září 1916 bylo ve službě na frontě 50 kusů D.I, předsériových i sériových (W.Nr.421/16 až 470/16). Další objednávky však nepokračovaly, konstrukce letounu nevyhovovala pro špatný výhled pilota dopředu i vzhůru, takže byl záhy nahrazen novým typem Albatros D.II vyvinutým přímo z jednoho z prototypů D.I. V lednu 1917 bylo ve stavu Luftstreitkräfte 39 kusů, v listopadu téhož roku již jen 9. Jednotlivé exempláře jako školní vydržely v provozu do září 1918.

## Specifikace

### Technické údaje
- Posádka: 1 pilot
- Délka: 7,4 m
- Rozpětí: 8,5 m
- Výška: 2,95 m
- Plocha křídel: 22,9 m²
- Prázdná hmotnost: 637 kg
- Vzletová hmotnost : 898 kg
- Pohonná jednotka: 1× Benz Bz.III 150 k (112 kW) nebo Mercedes D.III 160 k (119 kW)

### Výkony
- Maximální rychlost: 175 km/h
- Cestovní rychlost: 155 km/h
- Dolet: 1,5 hod
- Dostup: 5180 m
- Stoupavost: 1000 m / 6 min
- Vytrvalost: 1,5 h

### Výzbroj
- 2× synchronizovaný kulomet LMG 08/15 (Spandau) ráže 7,92 mm

## Uživatelé
Německá říše
- Luftstreitkräfte